# IEEE 802.11a-1999
IEEE 802.11a-1999 또는 IEEE 802.11a은 OFDM(orthogonal frequency division multiplexing) 통신 시스템을 위한 요구사항을 정의하는 IEEE 802.11 무선 근거리 통신망(WLAN) 사양서의 수정판이다. 802.11a는 원래 미국 내 연방 규정에 따라(the Code of Federal Regulations, Title 47, Section 15.407), 비허가 국가 정보 구조(U-NII) 대역 (5~6GHz 주파수 범위)의 무선 통신을 지원하도록 설계되었다.
원래 1999 사양서의 17조에 기술되어 있었으나, 현재는 2012 사양서 18조에 정의되어 있고 1.5 ~ 54Mbit/s의 속도로 데이터의 전송과 수신이 가능한 프로토콜을 제공한다. 원본 수정판은 더 이상 유효하지 않으며, '802.11a'이라는 용어는 여전히 무선 액세스 포인트(카드와 라우터) 제조사들이 5.8GHz, 54Mbit/s (54x10^6 bits/s)로 시스템의 상호운용성을 기술할 때 사용한다.
802.11은 무선 네트워크 전송 방식들을 관할하는 IEEE 표준의 집합이다. 각각의 방식들은 보통 오늘날 가정, 사무실, 상업 시설 등에서 무선 연결을 제공하기 위해 802.11a, 802.11b, 802.11g, 802.11n 버전에 사용된다.

## 같이 보기
- IEEE
- IEEE 802.11